# Kenefick (Texas)
Kenefick ist eine Stadt im Liberty County im US-Bundesstaat Texas in den Vereinigten Staaten. Das U.S. Census Bureau hat bei der Volkszählung 2020 eine Einwohnerzahl von 615 ermittelt.

## Geografie
Die Stadt liegt im Südosten von Texas, 60 km nordöstlich von Houston, an der Kreuzung der Farm Roads 1008 und 2797, ist im Osten 110 km von der Grenze zu Louisiana, im Südwesten 80 km vom Golf von Mexiko entfernt und hat eine Gesamtfläche von 4,0 km², wovon 0,1 km² Wasserfläche ist.

## Geschichte
Die Beaumont, Sour Lake and Western Railway verlegte 1904 ihre Gleise in dieser Gegend und beauftragte hierfür die Kenefick Construction Company, nach dessen Eigentümer die sich dann entlang den Gleisen bildende Ansiedlung benannt wurde.

## Demografische Daten
Nach der Volkszählung im Jahr 2000 lebten hier 667 Menschen in 235 Haushalten und 195 Familien. Die Bevölkerungsdichte betrug 169,4 Einwohner pro km². Ethnisch betrachtet setzte sich die Bevölkerung zusammen aus 98,05 % weißer Bevölkerung, 0,00 % Afroamerikanern, 0,30 % amerikanischen Ureinwohnern, 0,30 % Asiaten, 0,00 % Bewohnern aus dem pazifischen Inselraum und 0,60 % aus anderen ethnischen Gruppen. Etwa 0,75 % waren gemischter Abstammung und 1,65 % der Bevölkerung waren spanischer oder lateinamerikanischer Abstammung.
Von den 235 Haushalten hatten 38,7 % Kinder unter 18 Jahre, die im Haushalt lebten. 73,2 % davon waren verheiratete, zusammenlebende Paare. 7,2 % waren allein erziehende Mütter und 16,6 % waren keine Familien. 11,5 % aller Haushalte waren Singlehaushalte und in 4,3 % lebten Menschen, die 65 Jahre oder älter waren. Die Durchschnittshaushaltsgröße betrug 2,84 und die durchschnittliche Größe einer Familie belief sich auf 3,04 Personen.
28,6 % der Bevölkerung waren unter 18 Jahre alt, 6,1 % von 18 bis 24, 27,6 % von 25 bis 44, 27,7 % von 45 bis 64, und 9,9 % die 65 Jahre oder älter waren. Das Durchschnittsalter war 37 Jahre. Auf 100 weibliche Personen aller Altersgruppen kamen 96,2 männliche Personen. Auf 100 Frauen im Alter von 18 Jahren und darüber kamen 99,2 Männer.
Das jährliche Durchschnittseinkommen eines Haushalts betrug 47.857 USD, das Durchschnittseinkommen einer Familie 52.083 USD. Männer hatten ein Durchschnittseinkommen von 45.481 USD gegenüber den Frauen mit 26.513 USD. Das Prokopfeinkommen betrug 17.146 USD. 8,8 % der Bevölkerung und 8,5 % der Familien lebten unterhalb der Armutsgrenze. Davon waren 7,7 % Kinder und Jugendliche unter 18 Jahren und 11,0 % waren 65 oder älter.